# Odległość Mahalanobisa
Odległość Mahalanobisa – odległość między dwoma punktami w wielowymiarowej przestrzeni różnicująca wkład poszczególnych składowych współrzędnych punktów oraz wykorzystująca korelacje między nimi. Znajduje ona zastosowanie w statystyce, przy wyznaczaniu podobieństwa między nieznanym wektorem losowym a wektorem ze znanego zbioru. Zdefiniowana przez Prasantę Chandrę Mahalanobisa w 1936 roku.

## Definicja
Dane mamy 2 wektory losowe {\displaystyle \mathbf {x} =[x_{1},x_{2},\dots ,x_{n}],} {\displaystyle \mathbf {y} =[y_{1},y_{2},\dots ,y_{n}]} w przestrzeni {\displaystyle \mathbb {R} ^{n},} oraz pewną symetryczną, dodatnio określoną macierz {\displaystyle C.} Odległość Mahalanobisa zdefiniowana jest jako:
{\displaystyle d_{m}(\mathbf {x} ,\mathbf {y} ):={\sqrt {(\mathbf {x} -\mathbf {y} )^{T}C^{-1}(\mathbf {x} -\mathbf {y} )}}}

## Interpretacja
Odległość Mahalanobisa stosuje się w analizie skupień. Mając dany zbiór punktów tworzących pewną klasę, możemy wyznaczyć dla niego wektor średni {\displaystyle {\boldsymbol {\mu }}=[\mu _{1},\mu _{2},\dots ,\mu _{n}]} oraz macierz kowariancji {\displaystyle C,} które odzwierciedlają pewien charakter tej klasy. Badając przynależność nieznanego wektora losowego {\displaystyle \mathbf {x} } do danej klasy, mierzy się jego podobieństwo do wektora {\displaystyle {\boldsymbol {\mu }},} uwzględniając przy tym informację o wariancjach poszczególnych składowych oraz korelacjach między nimi. Miarą takiego podobieństwa jest odległość Mahalanobisa, nazywana ważoną odległością euklidesową, przy czym macierzą wag jest {\displaystyle C^{-1}.}
Rozważmy trzy przypadki różnych zbiorów danych:

### Przypadek 1
Poszczególne składowe w zbiorze mają równe wariancje (można przyjąć, że są one równe 1) i nie są skorelowane. Wówczas macierz kowariancji {\displaystyle C} jest macierzą jednostkową, a odległość Mahalanobisa jest równa odległości euklidesowej:
{\displaystyle {\begin{aligned}d_{m}(\mathbf {x} ,{\boldsymbol {\mu }})&={\sqrt {(x_{1}-\mu _{1})^{2}+\ldots +(x_{n}-\mu _{n})^{2}}}\\&={\sqrt {(\mathbf {x} -{\boldsymbol {\mu }})\mathbb {I} ^{-1}(\mathbf {x} -{\boldsymbol {\mu }})^{T}}}\end{aligned}}}
Punkty o identycznej odległości od pewnego danego punktu centralnego tworzą na płaszczyźnie okrąg, a w przestrzeni o trzech lub więcej wymiarach odpowiednio sferę i hipersferę.

### Przypadek 2
Składowe {\displaystyle x_{1},x_{2},\dots ,x_{n}} wektora losowego {\displaystyle \mathbf {x} } nie są skorelowane, lecz mają różne wariancje: {\displaystyle \sigma _{1}^{2},\sigma _{2}^{2},\dots ,\sigma _{n}^{2}.} Aby znormalizować poszczególne składowe należy je podzielić przez odpowiadające im wariancje:
{\displaystyle {\begin{aligned}d_{m}(\mathbf {x} ,{\boldsymbol {\mu }})&={\sqrt {{\frac {(x_{1}-\mu _{1})^{2}}{\sigma _{1}^{2}}}+\ldots +{\frac {(x_{n}-\mu _{n})^{2}}{\sigma _{n}^{2}}}}}\\&={\sqrt {(\mathbf {x} -{\boldsymbol {\mu }})D^{-1}(\mathbf {x} -{\boldsymbol {\mu }})^{T}}}\end{aligned}}}
gdzie {\displaystyle D} jest macierzą diagonalną {\displaystyle \mathrm {diag} (\sigma _{1}^{2},\sigma _{2}^{2},\dots ,\sigma _{n}^{2}).}
Punkty o identycznej odległości tworzą na płaszczyźnie elipsę, a w przestrzeni trójwymiarowej elipsoidę, przy czym osie utworzonej figury są równoległe do osi układu współrzędnych.

### Przypadek 3
Składowe mają różne wariancje i są skorelowane: {\displaystyle \sigma _{ij}^{2}>0,\ \ 1\leqslant i,j\leqslant n.} Odpowiada to pełnej macierzy kowariancji {\displaystyle C,} a utworzona przez punkty o tej samej odległości elipsa jest obrócona o pewien kąt względem osi układu współrzędnych. Obrót ten jest dany przez macierz wektorów własnych macierzy {\displaystyle C\,^{-1},} zaś długości półosi hiper-elipsoidy są określone przez odwrotności pierwiastków kwadratowych jej wartości własnych {\displaystyle {\frac {1}{\sqrt {\lambda _{1}}}},\dots ,{\frac {1}{\sqrt {\lambda _{n}}}},.}
Wartości własne spełniają równanie charakterystyczne, które w ogólności dla macierzy symetrycznej kwadratowej rozmiaru [{\displaystyle n} x {\displaystyle n}] sprowadza się do poszukiwania pierwiastków wielomianu {\displaystyle n} tego stopnia.

## Zastosowania
- Kwadrat odległości Mahalanobisa występuje w wykładniku wielowymiarowego rozkładu Gaussa.
- W zagadnieniach grupowania danych, np. klasteryzacji rozmytej, odległość Mahalanobisa wykorzystana jest do określania kształtu grupy (klastra). Przykładem jest algorytm GK[1] (Gustaffsona-Kessela).